# 三重県道112号磯部浜島線
三重県道112号磯部浜島線（みえけんどう112ごう いそべはまじません）は、三重県志摩市を通る一般県道である。

## 概要
志摩市磯部町山原から志摩市浜島町桧山路に至る。

### 路線データ
- 起点：志摩市磯部町山原（字夏草831の1番地先[4]：夏草交差点、三重県道16号南勢磯部線交点）
- 終点：志摩市浜島町桧山路（字初吹4の1番地先[4]：桧山路大橋西交差点、三重県道17号浜島阿児線交点）
- 総延長：6,318 m

## 歴史
- 1959年（昭和34年）1月25日 - 路線認定[2]。

## 路線状況

### 道路施設

#### 橋梁
- のぞみ橋（志摩市）

志摩市浜島町桧山路にある橋梁。2001年（平成13年）8月架橋。

### 交通量
2005年のデータ（平成17年度道路交通センサスによる。）
| 地点             | 24時間交通量 | 24時間交通量 |
| 地点             | 平日         | 休日         |
| ---------------- | ------------ | ------------ |
| 志摩市磯部町檜山 | 1,259台      | 202台        |

## 地理

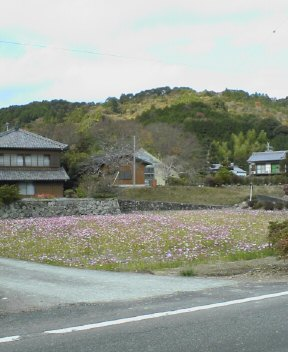
磯部町桧山

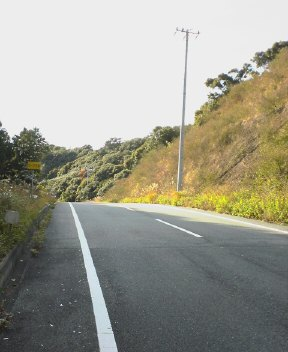
桧山峠（磯部町側から、2007年12月）

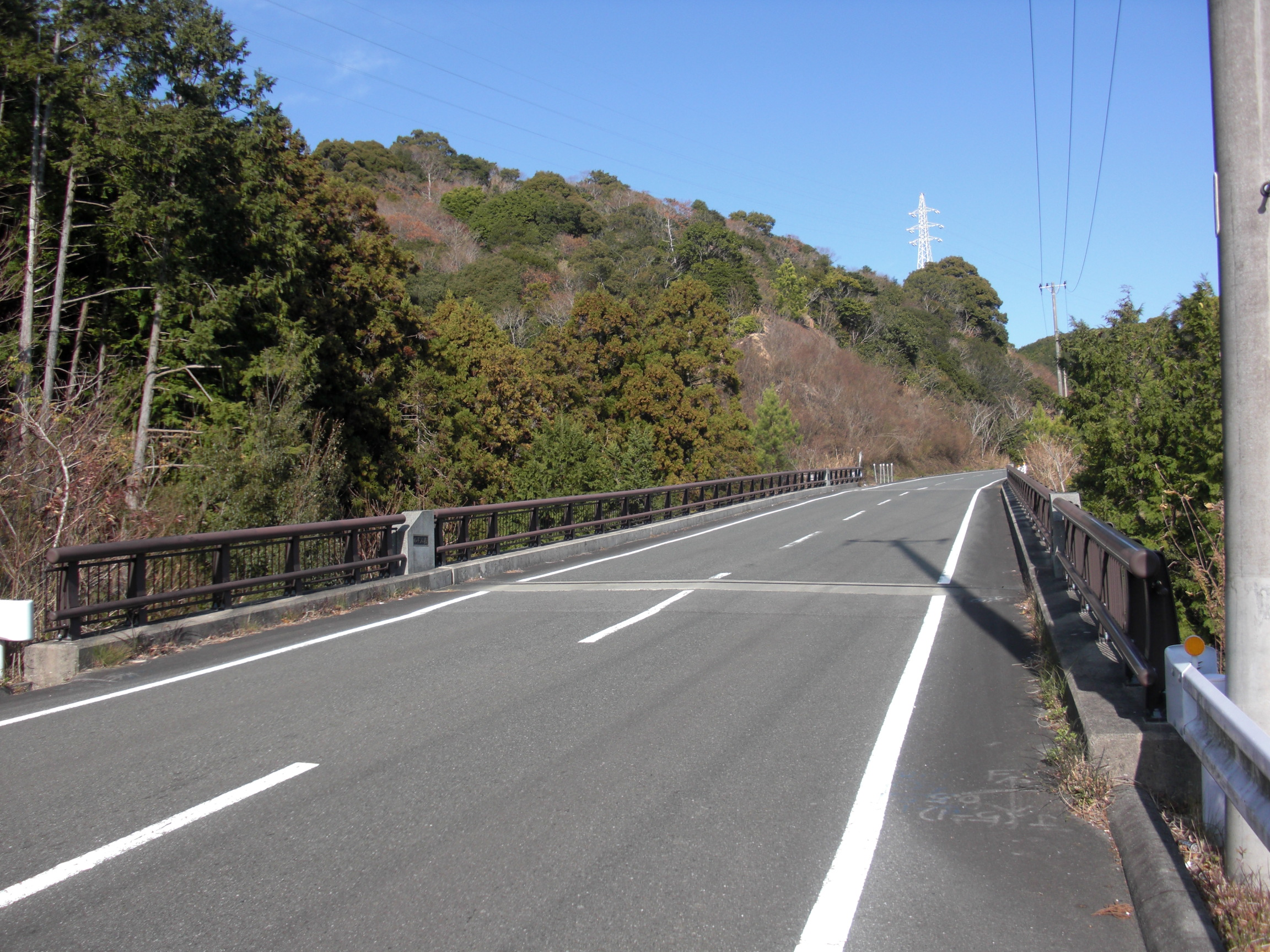
のぞみ橋

### 通過する自治体
- 三重県
  - 志摩市

### 交差する道路
| 交差する道路              | 交差する場所 | 交差する場所              |
| ------------------------- | ------------ | ------------------------- |
| 三重県道16号南勢磯部線    | 磯部町山原   | 夏草交差点 / 起点         |
| 三重県道152号南勢浜島線   | 浜島町桧山路 | 桧山路交差点              |
| 三重県道730号檜山路南張線 | 浜島町桧山路 |                           |
| 三重県道17号浜島阿児線    | 浜島町桧山路 | 桧山路大橋西交差点 / 終点 |

### 沿線
磯部町側に桧山集落、浜島町側に桧山路集落が見られる。 
- 志摩市立成基小学校跡地
- 桧山集落センター
- 志摩市立桧山路生涯学習センター
- 志摩市浜島ふるさと公園

### 峠
- 桧山峠（志摩市）

本道路の大部分を占める峠であり、かつて磯部町と浜島町の境界を成していた。桧山越とも言う。磯部側は急な九十九折、浜島側は緩やかな坂道である。本道路の意味で「桧山峠」と呼ぶこともある。

## ギャラリー

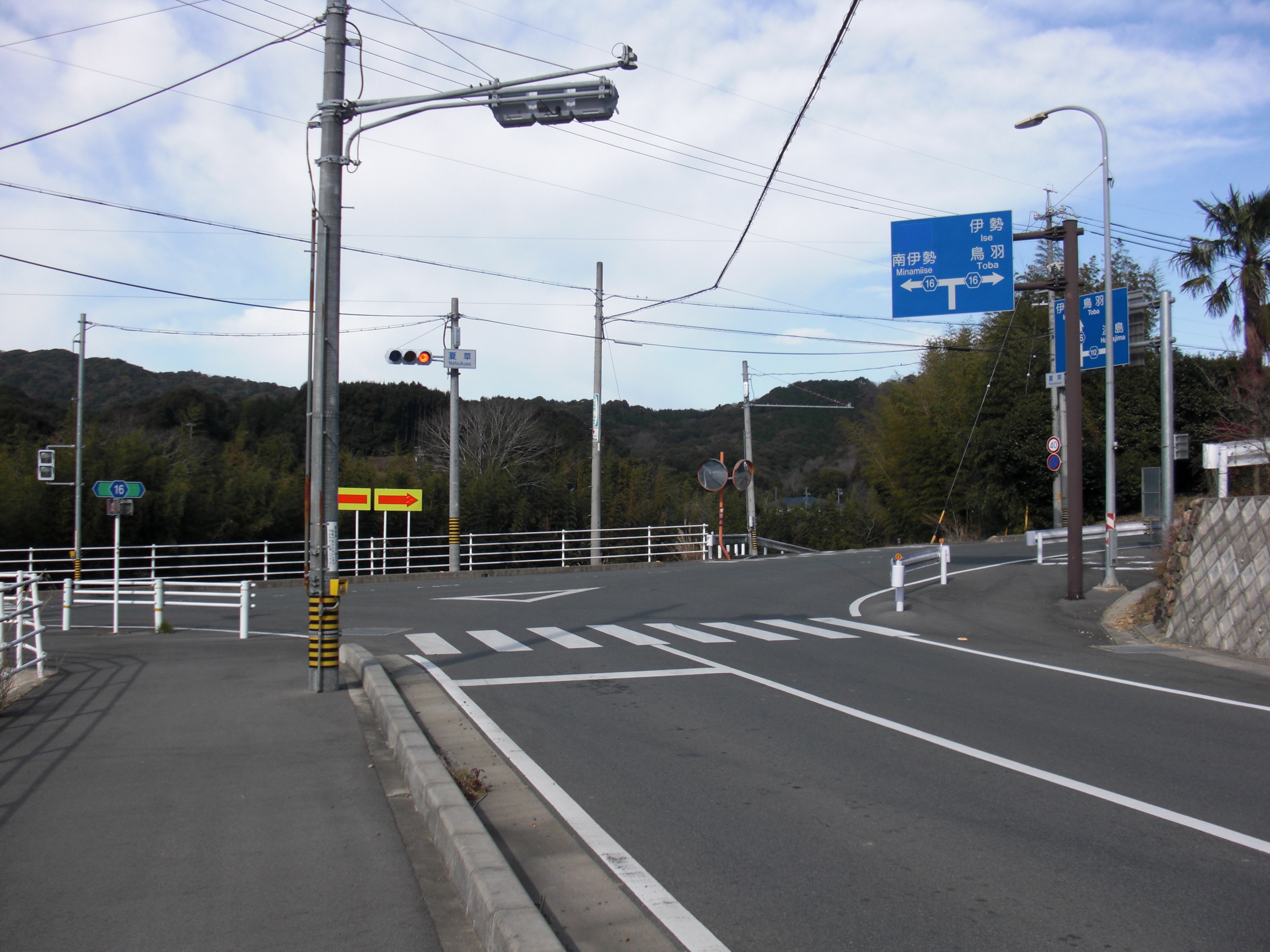
起点
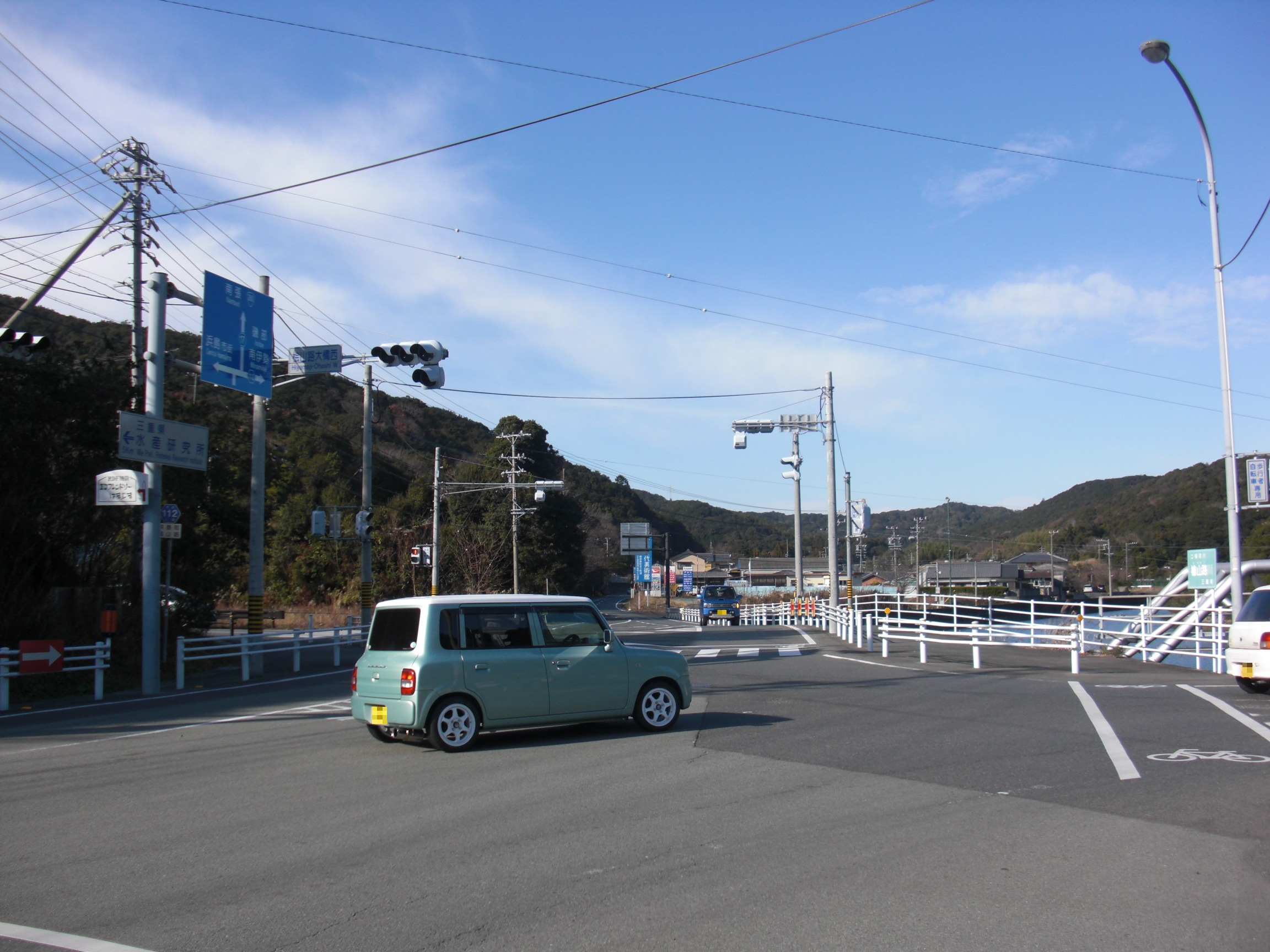
終点